# Dante Alighieri
Dante Alighieri (patrně 2. polovina května 1265 Florencie – 13./14. září 1321 Ravenna) byl jeden z nejvýznamnějších italských básníků, významně však přispěl také k vývoji jazykovědy a italského jazyka a k vývoji politické filozofie. Jeho největším dílem je Božská komedie (původním názvem jen Comedia – přívlastek „božská“ přidal později Boccaccio), pro dějiny politické filozofie má velký význam latinský spis De monarchia. Dante je rovněž považován za otce spisovné italštiny („il padre della lingua italiana“), kterou svými díly prosadil. Svůj přístup teoreticky zdůvodnil v díle De vulgari eloquentia (O řeči lidové).
Je považován za předchůdce renesance a jednoho z nejvýznamnějších představitelů světové literatury.

## Život a politika vyhnance

### Mládí a vzdělání

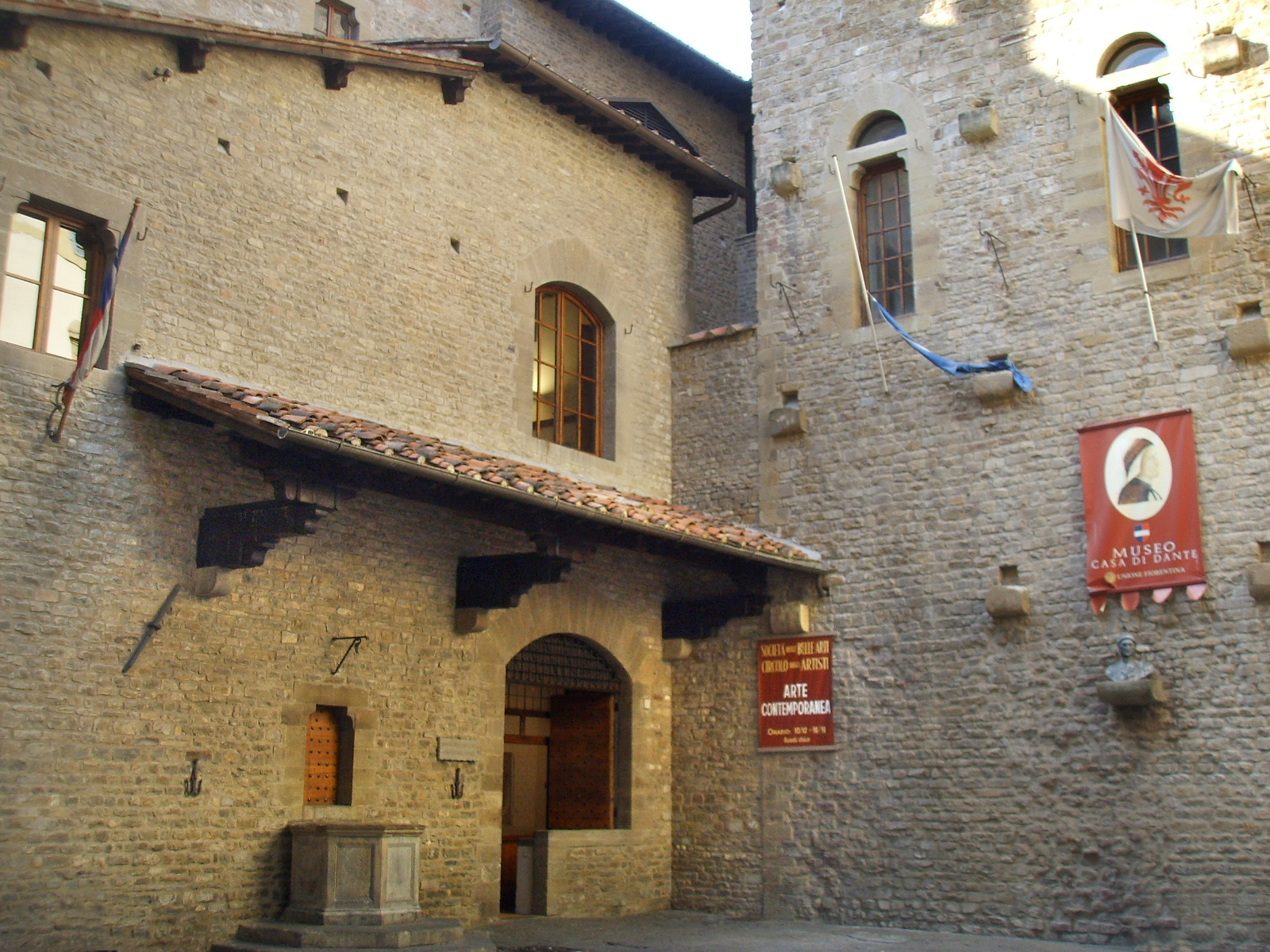
Danteho dům

Mladý Dante navštěvoval nejdříve pravděpodobně jednu z řádových škol ve Florencii (dominikánskou u Santa Maria Novella nebo františkánskou u Santa Croce). V letech 1285–1287 pobýval na tehdy nejslavnější a nejstarobylejší evropské univerzitě v Bologni. Neskládal zde však žádné zkoušky, nezískal žádný univerzitní gradus a zdá se, že ani příliš nenavštěvoval univerzitní přednášky. Na tehdejší dobu důkladné filozofické vzdělání získal později až jako čtyřicetiletý, kdy již jako vyhnanec pobýval na univerzitě v Paříži (jeho studium v Paříži je však nejisté) a možná i v Padově.
Dosáhl značného vzdělání, zabýval se studiem antického i soudobého italského a provensálského básnictví, především antická poezie byla jeho vzorem.

### Osobní život

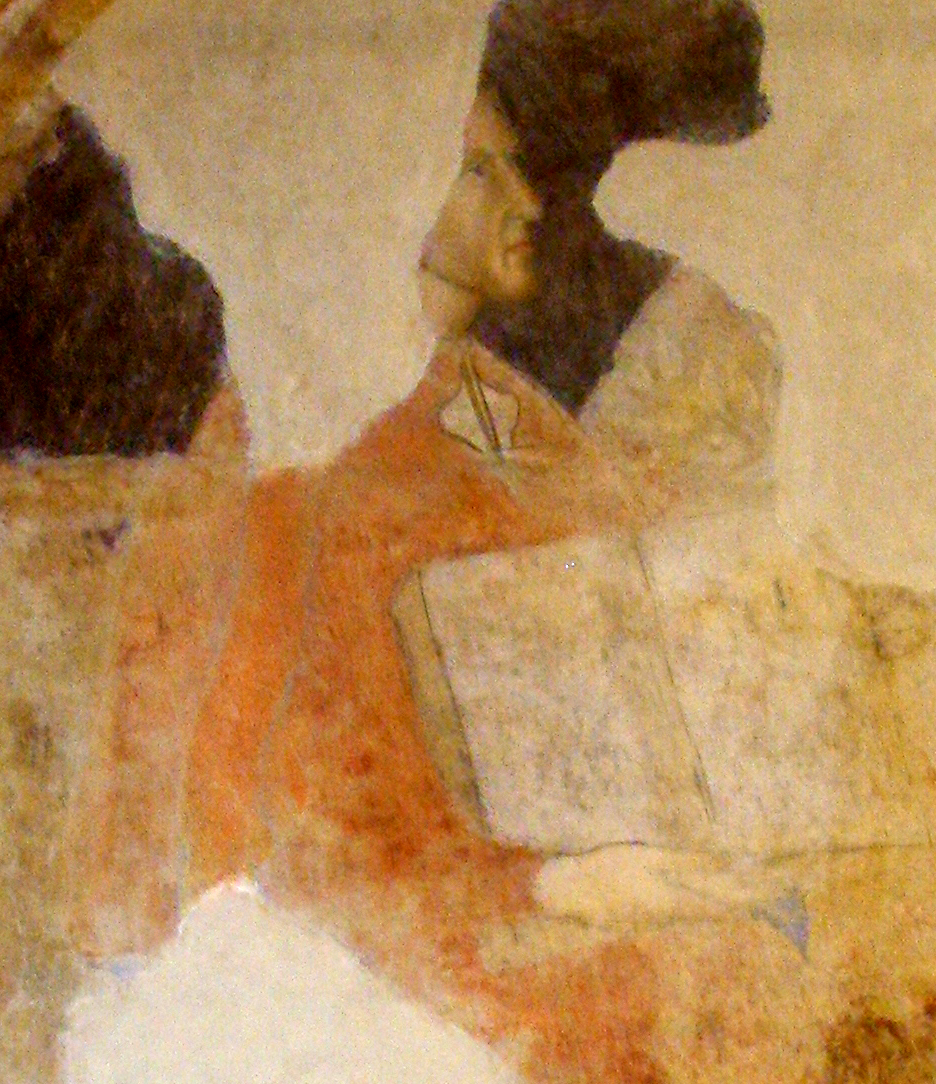
Dante, Palazzo dei Giudici, Florencie

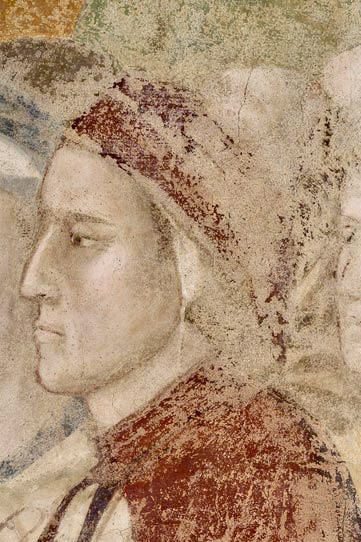
Giotto di Bondone, Dante Alighieri (kolem 1320?)

Později se oženil s Gemmou z významného ghibellinského rodu Donati, se kterou byl zasnouben již ve věku jedenácti let. Gemma mu porodila minimálně čtyři děti.

### Dante v politice
Dante se nejpozději roku 1295 aktivně zapojil do politického života ve Florencii, formálně byl členem cechu lékařů a lékárníků (politiky se ve Florencii mohli účastnit pouze členové cechů). Podle některých narážek v jeho dílech se soudí, že se v roce 1289 zúčastnil bitvy u Campaldina, ve které byli poraženi ghibellinové (příslušníci šlechtické strany). Stál na straně cerchiovců, později označovaných jako „bílí“ nebo „bílí guelfové“. Bílí byli protivníky strany Donatiů – „černých guelfů“.

### Rozhodující konflikt
Roku 1300 se stal priorem (nejvyšším představitelem) městského státu Florencie. Přestože se tato funkce vykonávala pouze dva měsíce, zastával ji Dante v době, kdy se rozhodovalo o dalším osudu města. V probíhajícím sporu s papežem Bonifácem VIII., který chtěl získat Toskánsko pro své příbuzné, zaujal protipapežské stanovisko, podle pozdějších zpráv měl být postaven před těžké rozhodnutí, zda odjet z Florencie a zúčastnit se vyjednávání s papežem Bonifácem VIII. nebo raději zůstat ve městě. Při té příležitosti údajně řekl legendární výrok „Půjdu-li, kdo zůstane, zůstanu-li, kdo půjde?“.

### Vyhnanství

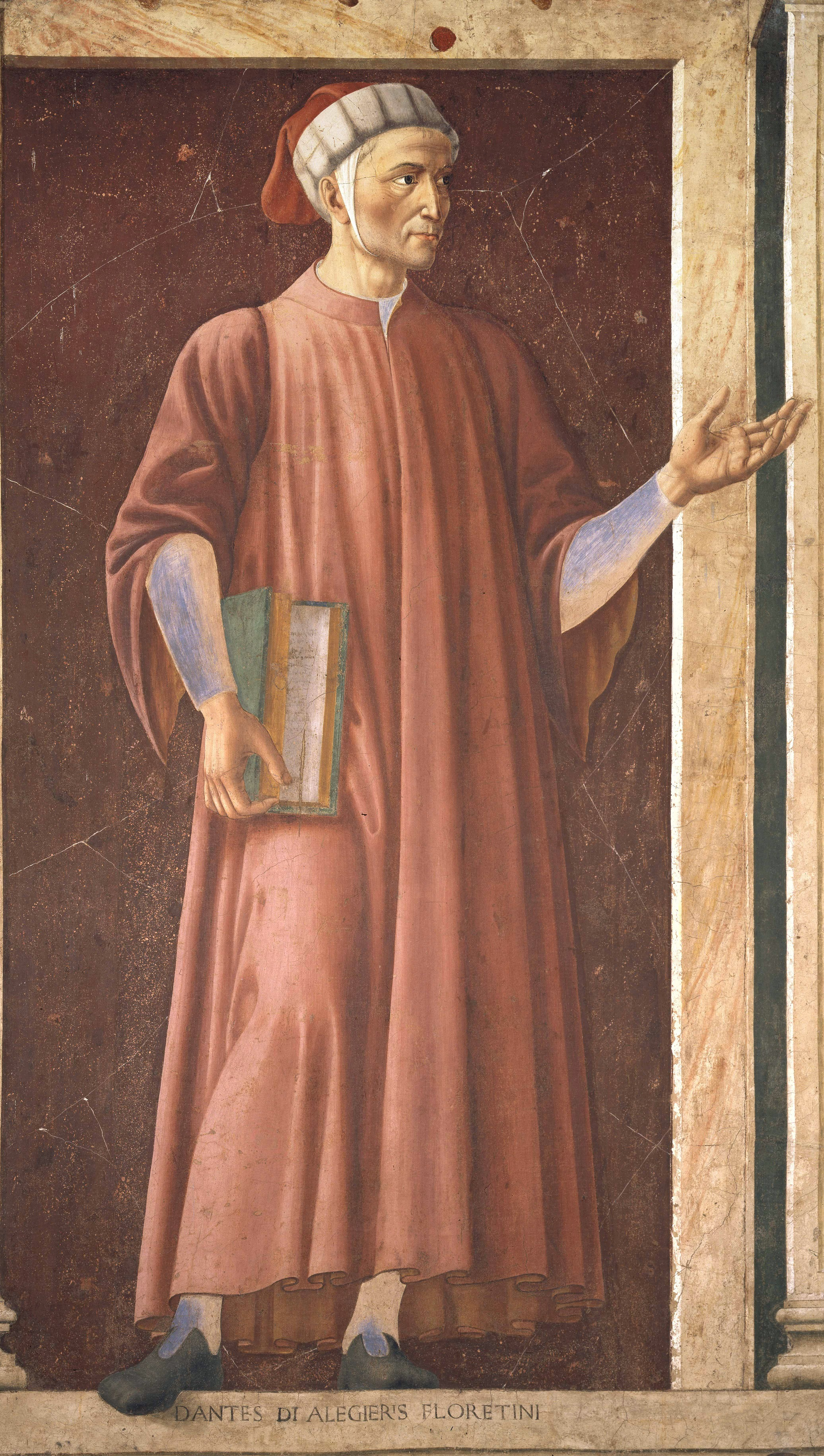
Dante Alighieri, freska v Galerii degli Uffizie

Dante se rozhodl zúčastnit se poselstva, během jeho nepřítomnosti však koncem roku 1301 černí získali navrch. Dante byl počátkem následujícího roku odsouzen v nepřítomnosti k přehnaně vysoké pokutě (její nezaplacení znamenalo smrt na hranici) a vyhoštěn na dva roky z Florencie. Přestože doufal ve zvrat poměrů ve Florencii, zvlášť po brzké smrti papeže Bonifáce VIII., a pokoušel se organizovat vnější odpor, změny poměrů se nedočkal a musel zbytek svého života strávit ve vyhnanství na různých místech Itálie.

### Poslední léta života a smrt
Poslední léta svého života, kdy dokončoval Božskou komedii, strávil v Ravenně. Tady s ním žili oba synové, kteří se již mezitím usadili ve Veroně a vybudovali si tu existenci, a dcera. Ti ho také ošetřovali v posledních dnech života, kdy se zřejmě nakazil malárií. V Ravenně byl také pohřben.
Za šest let po Dantově smrti dal kardinál Bertrando del Poggetto, jenž byl tehdy papežským legátem v Lombardii, spálit jeho spis De monarchia jako dílo kacířské a navrhl, aby autorovy kosti byly vyzdviženy z hrobu a rozhozeny do větru; k tomu nakonec nedošlo. Náhrobní pomník byl však zřízen až v roce 1483. V roce 1780 byla nad hrobem postavena kupolovitá kaplička.

## Dílo

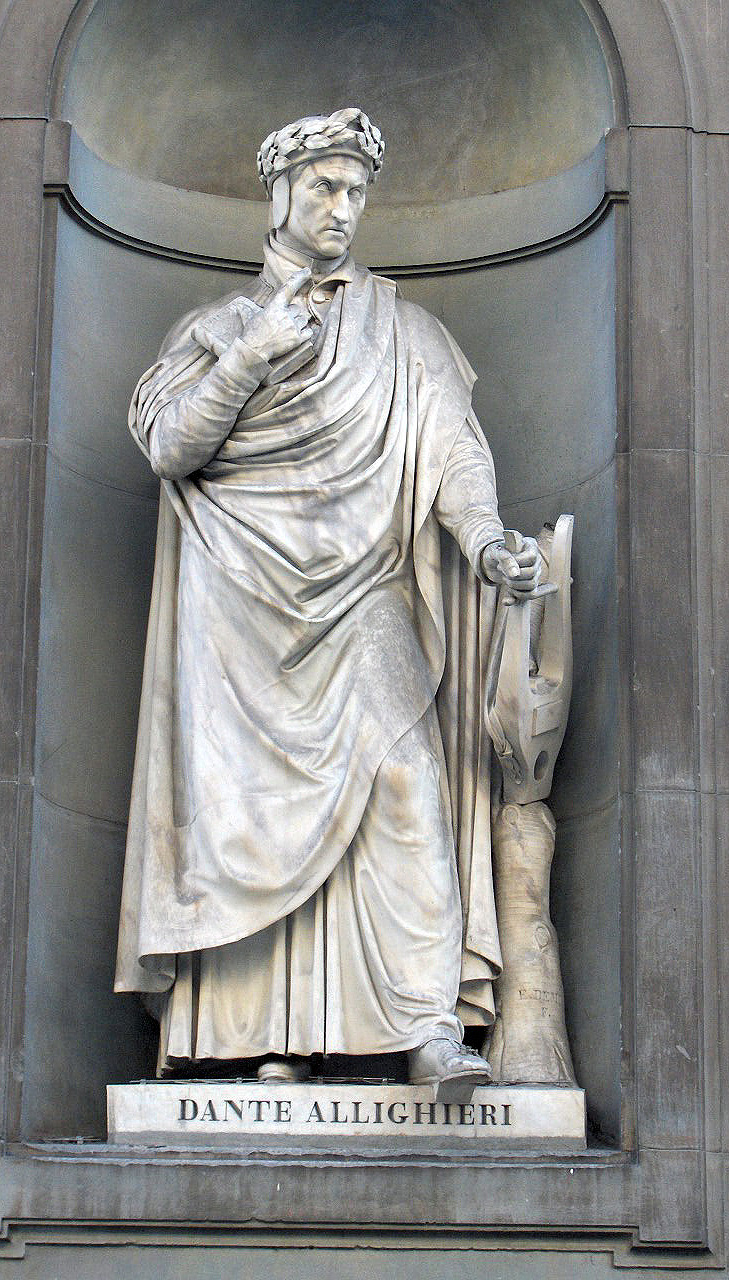
Danteho socha v Galerii degli Uffizie

Dante se stal nejznámějším protagonistou nového poetického stylu, tzv. dolce stil novo. Jeho tvorbu ovlivnila platonická a idealizovaná láska k dívce jménem Bice de Falco Portinari, kterou ve svých dílech označuje jako Beatrice, a její předčasná smrt. Hledal ideál lidské a božské dokonalosti.
Dante byl vynikajícím představitelem počátků renesanční filozofické kultury. Dante, přijímající křesťanská dogmata jako nepostižitelnou a nezvratnou pravdu, postupuje při výkladu vztahu přírodního a božského principu, a to jak ve světě, tak v člověku, vlastní cestou. Přírodu nazývá Dante „uměním Boha“, „dílem božského rozumu“, a to mu umožňuje, že odmítá klást přírodní a božský princip proti sobě, do protikladu tvořícího základ proslulého středověkého traktátu kardinála Lothara O pohrdání světem a nicotnosti člověka.

### Ranější díla

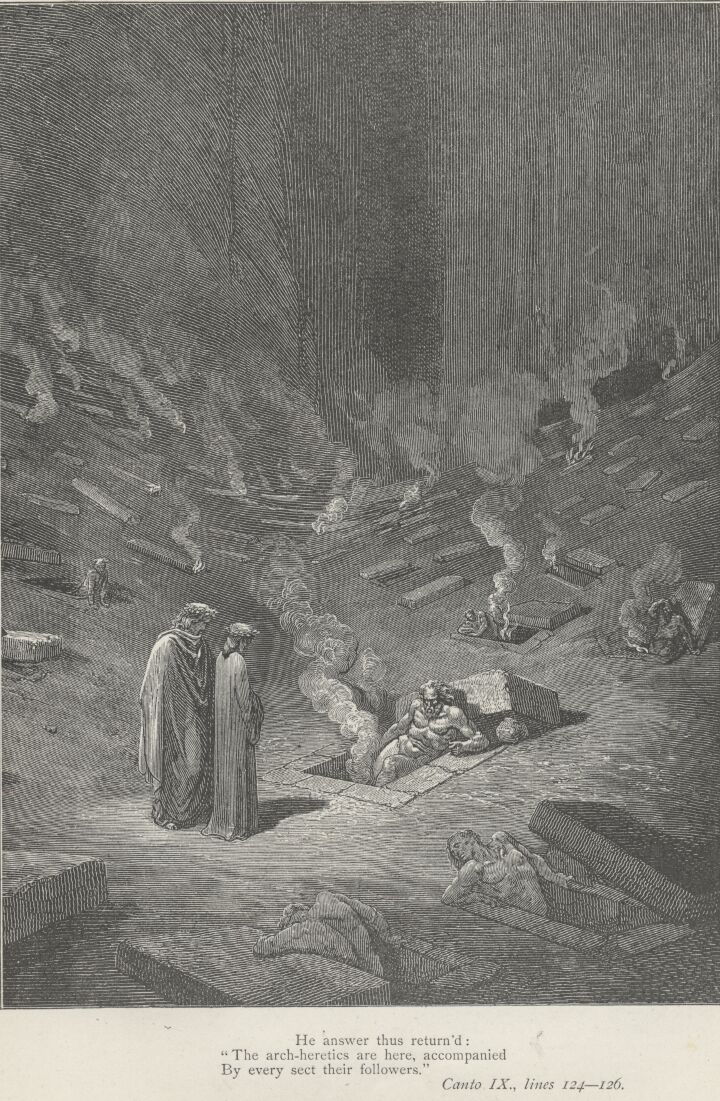
Dante a Vergilius v Pekle,
výjev z Božské komedie,
ilustrace od Gustava Doré

- Nový život (La vita nuova) – 1293, vrcholné dílo stilnovismu, sborník básní za řadu let spojen prozaickým komentářem
- O rodném jazyce (De vulgari eloquentia) – 1304, dříve překládáno jako O řeči lidové, nedokončený traktát psaný latinsky[8]
- Hostina (Il convivio) – 1307, psáno italsky, nedokončeno, 3 části, vědecko-filosofický traktát, výraz středověkého encyklopedismu
- O jediné vládě (De monarchia)  – 1310, politický traktát, psáno v latině, období počátku vlády Jindřicha Lucemburského, 3 knihy (česky překládáno jako O jediné vládě někdy i jako O světovládě či jinak). Katolická církev zařadila tento spis na Index zakázaných knih.[9] Uveden je ještě ve vydání Indexu z roku 1892,[10] ve vydání z roku 1900 a ve vydáních pozdějších se toto dílo již nenachází.

### Božská komedie a pozdější díla
- Božská komedie (Comedia, později La divina commedia) – cca 1306–1320, části Peklo (Inferno), Očistec (Purgatorio) a Ráj (Paradiso)
Nejvýznamnější dílo, suma středověku, didakticko-alegorická báseň/epos. Toto rozsáhlé dílo psal Dante pravděpodobně kolem 20 let. Je alegorickým zobrazením lidstva a vesmíru, je plná symbolismu, filozofických a historických narážek. Je básnickým vyjádřením obrazu křesťanského středověku, který vytvořili nejvýznamnější scholastičtí myslitelé Albert Veliký a Tomáš Akvinský. Byla napsána italským (tehdy „lidovým“) jazykem a výrazně přispěla k jeho spisovnému ustálení.
- Eclogues – 1319
- Quaestio de situ aque et terre – 1320

### V češtině

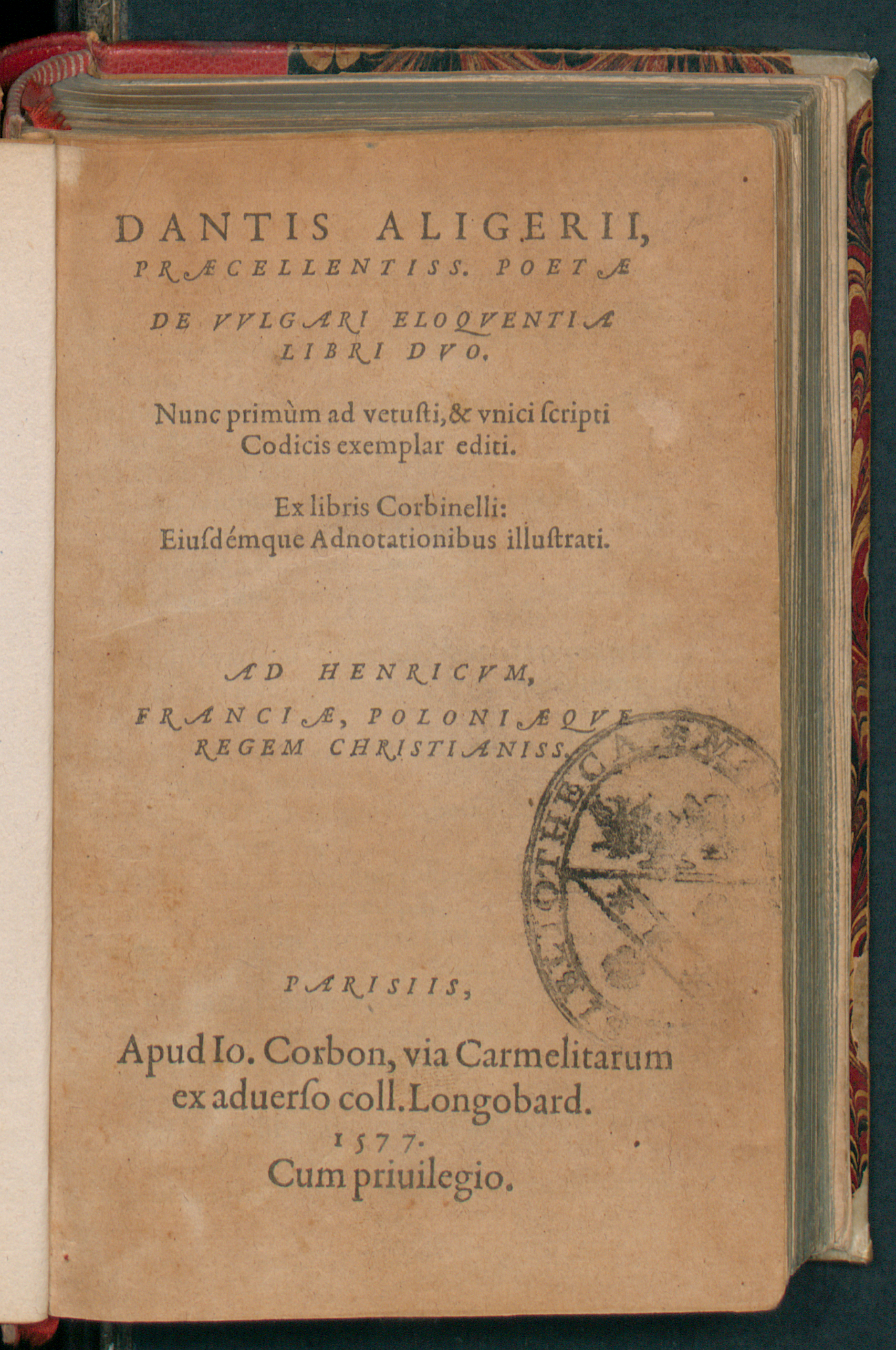
De vulgari eloquentia, 1577

Letopočet v závorce udává první vydání překladu.
- Básně lyrické, přel. Jaroslav Vrchlický. Praha: J. Otto 1891
- Božská komedie, přel. V. Mikeš. Praha: Academia 2009
  - Přel. Jaroslav Vrchlický (1879–1882). Brno: Tribun EU 2009
  - Přel. Karel Vrátný (1929)
  - Přel. O. F. Babler (ve spolupráci s Janem Zahradníčkem,[11]1952). Praha: Odeon 1989
- De vulgari eloquentia = O rodném jazyce. Praha: Oikúmené 2004
- Nový život. Přel. Jan Vladislav. Praha: ČS 1969
  - Přel. Jaroslav Vrchlický (1890)
- O jediné vládě. Praha: Melantrich 1942